# Rokavičar
Rokavičar je obrtnik, ki se ukvarja z oblikovanjem usnja ali redkeje tudi drugih materialov v rokavice. Ta obrt je bila bolj pogosta v srednjem in novem veku. Dandanes je kot samostojni poklic zelo redek. 
S proizvodnjo rokavic se zdaj ukvarja več večjih podjetij, saj imajo le te več namenov (moda, industrija, itd.)

## Zanimivosti
Oče Williama Shakespeara naj bi, glede na nekatere vire, bil rokavičar.